# Winter in Venice
Winter In Venice è stato pubblicato nel 1997, e fu premiato, nel 1998, con il Grammy svedese come il miglior album jazz dell'anno.
Diversamente da molti album degli E.S.T., questo si sviluppa attorno a temi più riflessivi, di spunto classico. Dal punto di vista stilistico, la liricità di questo album è stata spesso paragonata a quella di Chet Baker e di Stanley Turrentine, con i quali si trova molto più in linea rispetto ai successivi CD del trio.

## Brani
1. "Calling Home" - 5:02
2. "Winter in Venice" - 5:27
3. "At Saturday" - 6:14
4. "Semblance Suite in Four Movements" - 19:35
  1. "Part I" - 6:00
  2. "Part II" - 3:45
  3. "Part III" - 3:50
  4. "Part IV" - 6:00
5. "Don't Cuddle That Crazy Cat" - 2:40
6. "Damned Back Blues" - 4:17
7. "In the Fall of Things" - 5:50
8. "As the Crow Flies" - 5:32
9. "The Second Page" - 5:05
10. "Herkules Jonssons låt" - 3:17

## Formazione
- Esbjörn Svensson - pianoforte
- Dan Berglund - contrabbasso
- Magnus Öström - batteria